# Лепешинский, Леонид Васильевич
Леонид Васильевич Лепешинский (1870—1949) — советский хирург, кандидат медицинских наук (1948), Заслуженный врач РСФСР (1944).

## Биография
Родился 1 марта 1870 года в Могилёве в семье священника Василия Ивановича Лепешинского.
Вскоре после его рождения семья переехала в Пермь, где отец занял должность ректора духовной семинарии. В 1891 году окончил духовное училище и поступил на медицинский факультет Томского университета, который окончил в 1896 году и работал врачом в Екатеринбургском уезде — в качестве земского врача в селе Большие Брусяны, а затем возглавлял больницу на Билимбаевском заводе.
С 1909 года был главным врачом Верх-Исетского госпиталя, с 1924 года заведовал отделением хирургии. Во время Великой Отечественной войны работал в свердловских эвакогоспиталях.
За годы работы выполнил порядка 20 тысяч операций, в том числе 3 тысячи струмэктомий. Кроме медицинской занимался общественной деятельностью — был депутатом Свердловского горсовета.
Умер 28 ноября 1949 года в Свердловске. Похоронен на Ивановском кладбище.

## Заслуги
- Был награжден орденами Ленина и Трудового Красного Знамени, а также медалями.
- Имя Лепешинского носит больница № 33 "Новая больница" города Екатеринбурга[3].
- В фондах Свердловского областного музея истории медицины имеется портрет Л. Лепешинского работы художника С. Волочаева, 1982 год.[4]